# Аннадурдыев, Алтымурад Мурадович
Алтымурад Аннадурдыев (туркм. Altymyrat Annadyrdyýew; 13 апреля 1993, Ашхабад) — туркменский футболист, нападающий клуба «Аркадаг» и национальной сборной Туркменистана.

## Карьера
Начинал карьеру в футзальной команде «Галкан» Ашхабад, в котором становился чемпионом 2014 года и лучшим бомбардиром (10 голов).
В 2015 году перешёл в профессиональный футбол, подписав контракт с «Ахалом». Дебютировал за новый клуб в рамках Кубка АФК 2015 против бишкекского «Дордоя», уже на 9 минуте забив со штрафного. В первой же игре Чемпионата Туркменистана, оформил покер в ворота «Энергетика».
С 2016 года игрок ашхабадского «Алтын Асыра».

## Карьера в сборной
В мае 2015 года впервые вызван в национальную сборную Туркменистана. 11 июня 2015 года дебютировал за сборную в матче против Гуама, выйдя на замену на 87 минуте.
26 марта 2017 забил первый гол за сборную в матче против Тайваня на 23 минуте.

#### Личные
- Лучший бомбардир чемпионата Туркменистана: 2020 (35 голов)[14]
- Футболист года в Туркменистане: 2020[15]